# Nosodendron australicum
Nosodendron australicum är en skalbaggsart som beskrevs av Lea 1931. Nosodendron australicum ingår i släktet Nosodendron och familjen almsavbaggar. Inga underarter finns listade i Catalogue of Life.